# درجه‌بندی ماسک‌ها

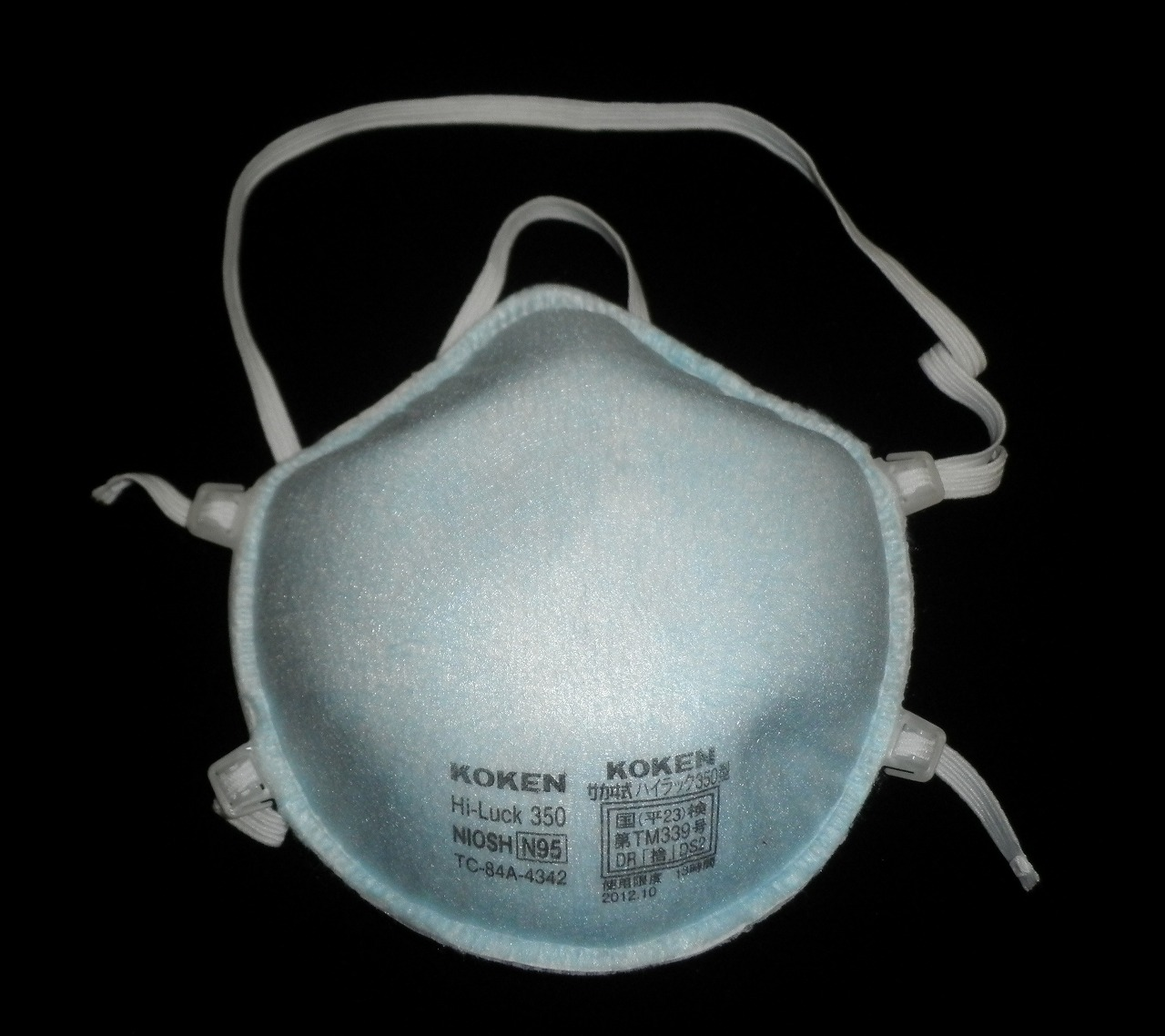
یک ماسک گرد و غبار فیلتر صورت N95.

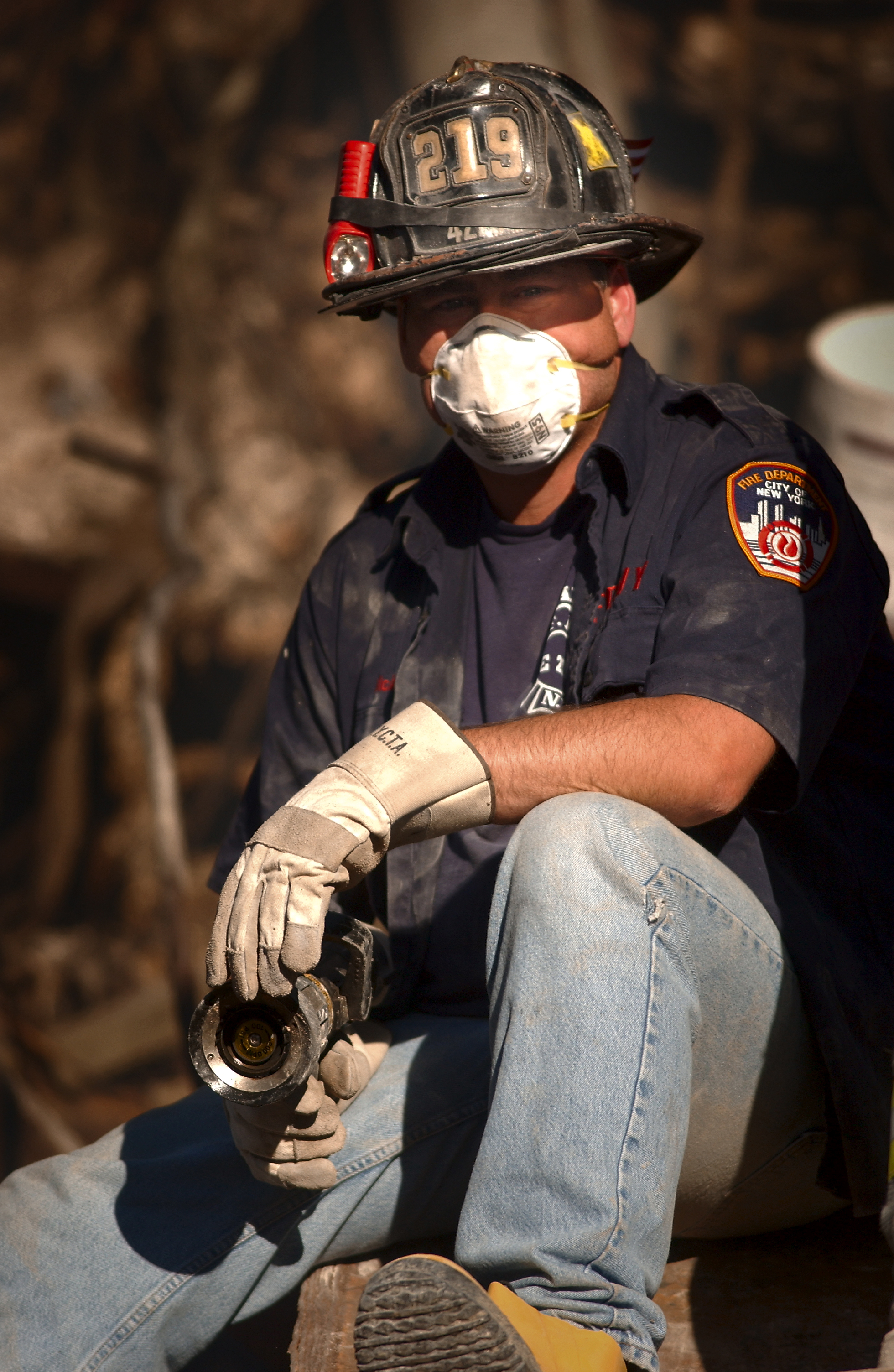
یک آتش‌نشان که ماسک گرد و غبار N95 را زده‌است.

رتبه‌بندی ماسک‌ها به طبقه‌بندی فیلتراسیون در ایالات متحده است که توسط مؤسسه ملی ایمنی و بهداشت شغلی (NIOSH) در طی مراحل صدور گواهینامه و تصویب دستگاه‌های محافظ تنفسی ایجاد شده در قسمت ۸۴ از عنوان ۴۲ قانون آیین‌نامه فدرال ارائه شده‌است. (42 CFR 84). این دستگاه‌های محافظ تنفسی شامل ماسک‌ها مانند فیلتر کننده‌های تنفسی صورت (ماسک‌های گرد و غبار) و کارتریج‌های محافظ شیمیایی است که عناصر فیلتر ذرات را در خود جای داده‌اند.
این طبقه‌بندی‌ها فقط به فیلتراسیون ذرات معلق در هوا اشاره دارد و به توانایی ماسک در حذف گازهای شیمیایی و بخارات از هوا اشاره نمی‌کند. برای اطلاعات بیشتر به کارتریج ماسک مراجعه کنید.

## طبقه‌بندی‌های NIOSH
NIOSH در حال حاضر نه طبقه‌بندی از ماسک‌های مورد تأیید را بر اساس سری ماسک و سطح کارایی آن ایجاد کرده‌است. بخش اول نام طبقه‌بندی فیلتر، سری را با استفاده از حروف N , R یا P نشان می‌دهد تا مقاومت فیلتر در برابر تخریب راندمان تصفیه را هنگام قرار گرفتن در معرض ذرات معلق در روغن (به عنوان مثال، روان‌کننده‌ها، برش مایعات، گلیسیرین و غیره) نشان دهد) تعاریف و استفاده در نظر گرفته شده برای هر سری در زیر نشان داده شده‌است.
- N برای عدم مقاومت در برابر روغن. این نوع هنگامی که ذرات روغن وجود ندارد استفاده می‌شود.
- R برای مقاوم در برابر روغن است. در صورت وجود ذرات روغن استفاده می‌شود و فیلتر پس از یک تغییر در آن دفع می‌شود.
- P برای اشباع روغن. در هنگام وجود ذرات روغن استفاده می‌شود و فیلتر برای بیش از یک شیفت دوباره استفاده می‌شود.

مقدار دوم حداقل سطح کارایی فیلتر را نشان می‌دهد. طبق پروتکل تعیین شده توسط NIOSH، هر طبقه‌بندی فیلتر باید حداقل سطح کارایی نشان داده شده در زیر را نشان دهد.
| کلاس ماسک        | کمترین سطح بهره‌وری |
| ---------------- | ------------------ |
| N95، R95، P95    | ۹۵٪                |
| N99، R99، P99    | ۹۹٪                |
| N100، R100، P100 | ۹۹٫۹۷٪             |